# Lengenwang
Lengenwang – miejscowość i gmina w południowych Niemczech, w kraju związkowym Bawaria, w rejencji Szwabia, w regionie Allgäu, w powiecie Ostallgäu, wchodzi w skład wspólnoty administracyjnej Seeg. Leży w Allgäu, około 10 km na południe od Marktoberdorfu, przy linii kolejowej Kaufbeuren–Füssen.

## Demografia
| Rok  | Liczba mieszk. |
| ---- | -------------- |
| 1970 | 1 131          |
| 1987 | 1 226          |
| 2000 | 1 330          |

## Polityka
Wójtem gminy jest Josef Keller, poprzednio funkcję tę sprawował Lorenz Fischer. W skład rady gminy wchodzi 12 osób.
|      | FWG | Bürger-Bewegung | Razem |
| 2008 | 9   | 3               | 12    |
| 2002 | 9   | 3               | 12    |